# طلسمية صفراء
طلسمية صفراء (الاسم العلمي: Catananche lutea) هو نوع من النباتات يتبع جنس الطلسمية من الفصيلة النجمية.